# (11121) Malpighi
(11121) Malpighi  es un asteroide perteneciente al cinturón de asteroides, descubierto el 10 de septiembre de 1996 por Vittorio Goretti desde el Observatorio de Pianoro, en Italia.

## Designación y nombre
Malpighi se designó inicialmente como 1996 RD1.
Más adelante fue nombrado en honor al médico y biólogo italiano  Marcello Malpighi (1628-1694).

## Características orbitales
Malpighi orbita a una distancia media del Sol de 2,2049 ua, pudiendo acercarse hasta 1,8753 ua y alejarse hasta 2,5345 ua. Tiene una excentricidad de 0,1494 y una inclinación orbital de 3,4451° grados. Emplea en completar una órbita alrededor del Sol 1195 días.

## Características físicas
Su magnitud absoluta es 15,3.